# Concejo de Bedoya
El concejo de Bedoya es una entidad de población del municipio de Cillorigo de Liébana, perteneciente a la comunidad autónoma de Cantabria.

## Geografía
Se encuentra en las inmediaciones de la sierra de Peña Sagra y su territorio es atravesado por el río Santo, afluente del Deva.

## Historia
Hacia mediados del siglo XIX, el lugar, ya por entonces perteneciente a Cillorigo de Liébana, tenía contabilizada una población de 192 habitantes. Aparece descrito en el cuarto volumen del Diccionario geográfico-estadístico-histórico de España y sus posesiones de Ultramar de Pascual Madoz con las siguientes palabras:

BEDOYA: l. y valle en la prov. de Santander, part. jud. de Potes, aud. terr. y c. g. de Burgos, ayunt. de Castro de Liébana; compuesto de las ald. de Cobeña, Salarzon, Trillayo, Pumareña, Esanos y San Pedro: sit. en la vertiente S. del valle y á las márg. del r. comunmente llamado de Bedoya, aunque su nombre propio sea Rosanto; disfrutan de clima sano si bien algo frio por darles poco el sol. Tiene 87 casas, y esceptuando una que otra, todas las demas son de mala fáb., de peor distribucion interior y separadas unas de otras, si bien forman grupos de pobl. sin órden ni regularidad; escuela de primeras letras cuyo maestro está dotado con 200 ducados, sirviéndole de habitacion la casa llamada del Concejo; 4 igl. parr. una en Cobeña (Sta. Eulalia), perteneciente á la dióc. de Leon; otra en Salarzon, San Juan Bautista; otra en Trillayo, Ntra. Sra. de la O. anejo de la anterior, y otra para Pumareña, Esanos y San Pedro, con la advocacion de este, correspondiente á la de Palencia; las de Cobeña y Salarzon estan servidas por un cura propio; las otras 2 lo estan por uno solo: la igl. de Pumareña, Esaunos y San Pedro, está en este último y junto al camino que de los otros dirige á él: en Pumareña hay una ermita dedicada á San Miguel; en Esanos otra bastante regular llamada Ntra. Sra. de los Angeles; es San Pedro 2, una fuera de la pobl. con este nombre, y otra dentro con el de San Sebastian, capellania con rent. de propiedad particular; y otra en las afueras de Salarzon con el título de San Julian donde se dice misa el 7 de enero. Confina N. Lebeña; E. valles de Peñarubia y Lamason; S. Cahecho y San Sebastian; y O. Castro, el que mas á la dist. de 5 cuartos de hora. Tiene mancomunidad de pastos con todos estos pueblos, y con el de San Sebastian en parte de sus montes. El terreno es montuoso, aprovechándose para el cultivo los sitios mas llanos: por las partes del N. y E. se eleva una cord. de peñas, cubiertas algunas de ellas de varios arbustos. Cruza el térm. el r. arriba mencionado, el cual viene del valle de su nombre, otro que desciende por Salarzon en el que hay un molino harinero que solo muele en invierno, y otro que pasa por Cobeña de escasas aguas. Los caminos son de pueblo, á pueblo, estrechos y en mal estado, útiles no obstante para carros, y acude á Potes por la correspondencia; prod.: trigo, maiz, cebada, legumbres, patatas y vino; faltan granos para el consumo de que se abastecen del espresado pueblo y sobra vino que conducen á las montañas de Santander y á la costa; cria ganado de todas clases; árboles frutales en abundancia; caza de perdices, liebres y animales dañinos y alguna pesca. La ind. y comercio se reduce al molino harinero de que se hizo mérito, esportacion de vino, é importacion de granos, dedicándose tambien en conducir sal de las salinas de Cabezon á Potes y otros puntos; pobl.: 61 vec. 192 alm.; contr.: con el ayuntamiento.
(Madoz, 1846, pp. 107-108)

## Demografía
En 2023, la entidad colectiva de población tenía empadronados 172 habitantes, divididos entre las siguientes entidades singulares de población:
- Cobeña (barrio)
- Esanos (lugar)
- Pumareña (barrio)
- Salarzón (barrio)
- San Pedro (barrio)
- Trillayo (barrio)